# Gouvernement Ismaël Haniyeh de mars 2006
Le premier gouvernement Ismaïl Haniyeh est formé après la victoire du Hamas aux élections législatives palestiniennes de 2006. Ismaël Haniyeh, à 43 ans, est nommé par l'organisation Premier ministre de l'Autorité palestinienne. Le 19 mars 2006, il présente la liste des ministres de son gouvernement au Président de l'Autorité palestinienne, Mahmoud Abbas.
C'est le premier gouvernement dirigé par le Hamas et le 10e gouvernement palestinien depuis la création de l'Autorité palestinienne en 1994. Dès sa formation, les États-Unis et le Canada, qui considèrent le Hamas comme une organisation terroriste, annoncent le boycott du nouveau cabinet. En 2006, les États-Unis réclament le remboursement de 50 millions de dollars versés à l'Autorité palestinienne en 2005 après la victoire du Hamas aux législatives de janvier. Le Canada a suspendu dans la semaine une aide annuelle directe d'un montant de 7,3 millions de dollars. Le 15 février 2007, le gouvernement présente sa démission, Ismaël Haniyeh est chargé de former un cabinet d'union nationale.
En mars 2008, le journal américain Vanity fait publier des documents qui prouvent que les États-Unis, qui considèrent le Hamas comme une organisation terroriste, ont tenté d'évincer le Hamas après qu'il a remporté les élections en tentant d'armer une force palestinienne menée par des partisans du Fatah et dirigée par Mohammed Dahlan.

## Composition
- Ismaïl Haniyeh : Premier ministre et ministre des Sports (Hamas)
- Nasser Eddin al-Shaab : vice-Premier ministre et ministre de l'Éducation (Hamas)
- Mahmoud al-Zahar : ministre des Affaires étrangères (Hamas)
- Saïd Seyam : ministre de l'Intérieur (Hamas). Décédé le 15 janvier 2009 lors de l'opération Plomb durci.
- Omar Abdel-Razeq : ministre des Finances (Hamas)
- Ala El Din Al Aradj : ministre de l'Économie (Hamas)
- Bassim Naïm : ministre de la Santé (Hamas)
- Fakhri Tourkmane : ministre des Affaires sociales (Indépendant)
- Nasser Abdel-Djawwad : ministre chargé des questions relatives aux Prisonniers (Hamas)
- Youssef Rezka : ministre de l'Information (Hamas)
- Mariam Saleh : ministre de la Condition féminine (Hamas, seule femme du gouvernement)
- Ahmed Al Khaldi : ministre de la Justice (Indépendant)
- Djamal Al Khoudary : ministre des Télécommunications (Indépendant)
- Rahmane Zidane : ministre de la Construction et du Logement (Hamas)
- Tannous Abou Eita : ministre du Tourisme (Indépendant, chrétien)
- Attallah Abou Al Soubbah : ministre de la Culture (Hamas)
- Ziad Al Zaza : ministre des Transports (Hamas)
- Nayef Al Radjoub : ministre des Affaires religieuses (Hamas)
- Samir Abou Aecha : ministre de la Planification (Hamas)
- Mohamed Ramadan Al Agha : ministre de l'Agriculture (Hamas)
- Khaled Abou Arafa : ministre d'État (Indépendant)
- Issa Al Djaabari : ministre des Collectivités locales (Hamas)
- Atef Odouane : ministre d'État (Hamas)
- Mohamed Awwad : secrétaire du gouvernement (Hamas)